# Champolion
Champolion (en francès Champoléon) és un municipi francès situat al departament dels Alts Alps i a la regió de Provença – Alps – Costa Blava.

## Demografia
| 1866                                       | 1962 | 1968 | 1975 | 1982 | 1990 | 1999 | 2006 | 2013 |
| ------------------------------------------ | ---- | ---- | ---- | ---- | ---- | ---- | ---- | ---- |
| 770                                        | 193  | 135  | 110  | 116  | 102  | 113  | 122  | 140  |
| Des de 1962: població sense dobles comptes |      |      |      |      |      |      |      |      |

## Administració
| Període   | Identitat               | Partit |
| --------- | ----------------------- | ------ |
| 2001-2020 | Pierre-Lucien Escallier |        |
| 2020-     | Jean-Pierre Colle       |        |